# MGM COMPRO
MGM COMPRO s.r.o. je česká technologická firma zaštiťující návrh, vývoj a výrobu elektrických pohonných jednotek pro automobilové, letecké i lodní projekty, a také pro různorodé průmyslové aplikace. Sídlo společnosti se nachází ve městě Zlín, kde jsou také umístěny výrobní linky a laboratoře.
Technologii firmy MGM COMPRO využívá řada významných projektů v oblasti elektromobility, například letoun Trifan 600 firmy XTI Aircraft , český elektrický letoun ΦNIX, ultra-lehký letoun Skyleader 400, hoverbike společnosti Hoversurf, elektrický letoun Evektor Epos, či nejrychlejší hyperloop světa. Dle webu Sustainable Skies mělo v roce 2017 MGM COMPRO motor v každé druhé elektrické letecké aplikaci na světě.
Mezi klienty firmy se počítají globální firmy jako je NASA, Airbus, Siemens, Virgin Galactic a mnoho dalších. MGM COMPRO je členem Asociace leteckých a kosmických výrobců České republiky, Aeroklastru a Automobilového klastru či konsorcia Pure-Flight.

## Historie
Značka byla dle Asociace leteckých výrobců založena v roce 1990 a od roku 1992 byla registrována jako obchodní jméno jejího zakladatele Grigorije Dvorského.
V prvních letech na trhu se společnost zabývala zejména technickými řešeními v oblasti zdravotnictví, kde získala své první velké klienty. V roce 1997 firma přinesla první generaci své vlajkové lodi – regulátorů otáček bezkartáčových stejnosměrných elektrických motorů. Tím se stala průkopníkem této oblasti trhu, komponenty tohoto typu totiž vyvinula ve své době jako jedna z prvních.
O pět let později MGM COMPRO přineslo další generaci regulátorů, tentokrát specializovanou pro elektrické motory typu BLDC. Ty se vyznačovaly vylepšeným managementem běhu motoru, funkcí pozvolného startu a lepšími parametry v oblasti konektivity a spolehlivosti.
Následující roky se nesly v duchu rozšiřování sortimentu: tým MGM COMPRO začal kromě regulátorů vyvíjet a vyrábět také battery management systémy, bateriové systémy vlastního designu či nabíjecí systémy, a začal upravovat a distribuovat elektromotory. Firma díky tomu získala všechny komponenty k tomu, aby mohla začít vyrábět vlastní pohonné systémy na míru jednotlivým projektům.
Tím se otevřela řada možností nové spolupráce: v roce 2010 MGM COMPRO začalo spolupracovat s nadnárodní leteckou společností Airbus na vývoji jejich prvního elektrického letounu. Rok 2013 poté přinesl významný úspěch v podobě dokončení vývoje letounu Airbus E-Fan, který byl plně poháněn pohonnou jednotkou MGM COMPRO.
V roce 2014 došlo k transformaci firmy na společnost s ručením omezeným. Od roku 2014 má společnost MGM COMPRO také značku MGM CONTROLLERS, která se soustředí na návrh, vývoj a výrobu komponent pro modelářské použití v dálkově ovládaných modelech aut, lodí, letadel, vrtulníků a multikoptér.
Firma se pak soustředila zejména na oblast elektrického letectví – v roce 2018 jí bylo uděleno ocenění E-Flight Award za přínos oboru elektrického letectví a v roce 2019 její výkonný ředitel Martin Dvorský uvedl, že se chce zapojit do leteckého programu Aplikace Ministerstva průmyslu a obchodu. Společnost taktéž pravidelně vysílá své reprezentanty na letecké výstavy a veletrhy, ať už jde o Pařížský aerosalon, AERO Friedrichshafen, MAKS Moscow, či Advanced Engineering Birmingham.

## Produkty a služby
MGM COMPRO se od svého založení zabývá vývojem speciální elektroniky, nejvýznamnějšími položkami portfolia jsou:
- Pohonné systémy: Portfolio společnosti dovoluje vývoj celých pohonných systémů a jednotek, které jsou připravené k zabudování do jednotlivých aplikací. Tyto jednotky sestávají zpravidla z elektrického motoru, regulátoru otáček, BMS, bateriového systému a nabíječe, MGM COMPRO navíc dodává i displejové jednotky a další periferní elektroniku včetně různých bezpečnostních systémů a možností konektivity.[24]
- Regulátory otáček: Vlajkovou lodí společnosti jsou regulátory otáček řad HBC a HSBC. Ty se starají o management BLDC motoru, jeho diagnostiku a ochranu a v podstatě slouží jako mozek celého systému. V současné době také ve firmě končí vývoj nové generace regulátorů – řady HBCi a HSBCi. Ty se vyznačují výrazně lepší použitelností pro letecké aplikace díky dvou až čtyřprocesorové technologii, použití nových materiálů a ztrojení klíčových prvků.[25]
- Elektromotory: Firma dodává širokou řadu elektrických motorů, které najdou své uplatnění v pozemních, vodních i leteckých projektech, ale i dalších speciálních aplikacích. Ty nabízí celkem ve čtyřech produktových řadách s výkonem od 1 do 100 kW.[26]
- Battery Management Systémy: BMS řídí baterii na bázi lithia a zajišťují efektivní distribuci energie, a to při nabíjení i vybíjení. Kromě toho BMS chrání bateriové články, diagnostikuje a monitoruje jejich činnost a zajišťuje komunikaci s celým systémem aplikace. Některé BMS jsou také vybaveny GSM modulem, který uživatele informuje o případné hrozbě poškození baterie.[27]
- Bateriové systémy a nabíječe: Efektivní bateriový systém je pro elektrická vozidla zásadním prvkem, na což tým MGM COMPRO také pamatuje. Distribuuje a upravuje lithiové bateriové články společnosti KOKAM a zajišťuje jejich přizpůsobení pro konkrétní aplikace.[28]
- Zakázková výroba: Společnost nabízí individuální výrobu hardwarových i softwarových systémů pro řadu průmyslových odvětví.[29]

## Zázemí
MGM COMPRO sídlí od svého založení ve Zlíně, kde se nachází i její výroba. V současné době společnost zaměstnává okolo 50 zaměstnanců a jejich počet v poslední době stabilně roste. Závod firmy je vybaven vlastními výrobními linkami a osazovacími automaty pro výrobu speciální elektroniky ESSEMTEC, tým mechanických inženýrů navíc disponuje vlastní CNC frézou pro výrobu mechanických částí.

## Vedení
MGM COMPRO je rodinná firma, v jejímž čele stojí otec a syn Dvorští:
- Grigorij Dvorský firmu v roce 1990 založil a uplatňuje v ní své znalosti z oblasti vývoje elektroniky. V osmdesátých letech byl členem úzkého týmu vývojářů speciální výpočetní techniky v JZD Slušovice, který byl výjimečný nejen v rámci Československa, ale i v rámci všech států východního bloku. Díky jeho koníčku – modelářství – po revoluci spojil příjemné s užitečným: založil firmu, která vyvíjela speciální elektroniku a výrazně se věnovala i modelářům.[17]
- Martin Dvorský je součástí firmy od roku 2005 a jeho starostí je strategické a obchodní řízení značky. Provádí realizaci velkých strategických projektů a rozšiřuje tak oblasti činnosti svého otce.